# Trashware

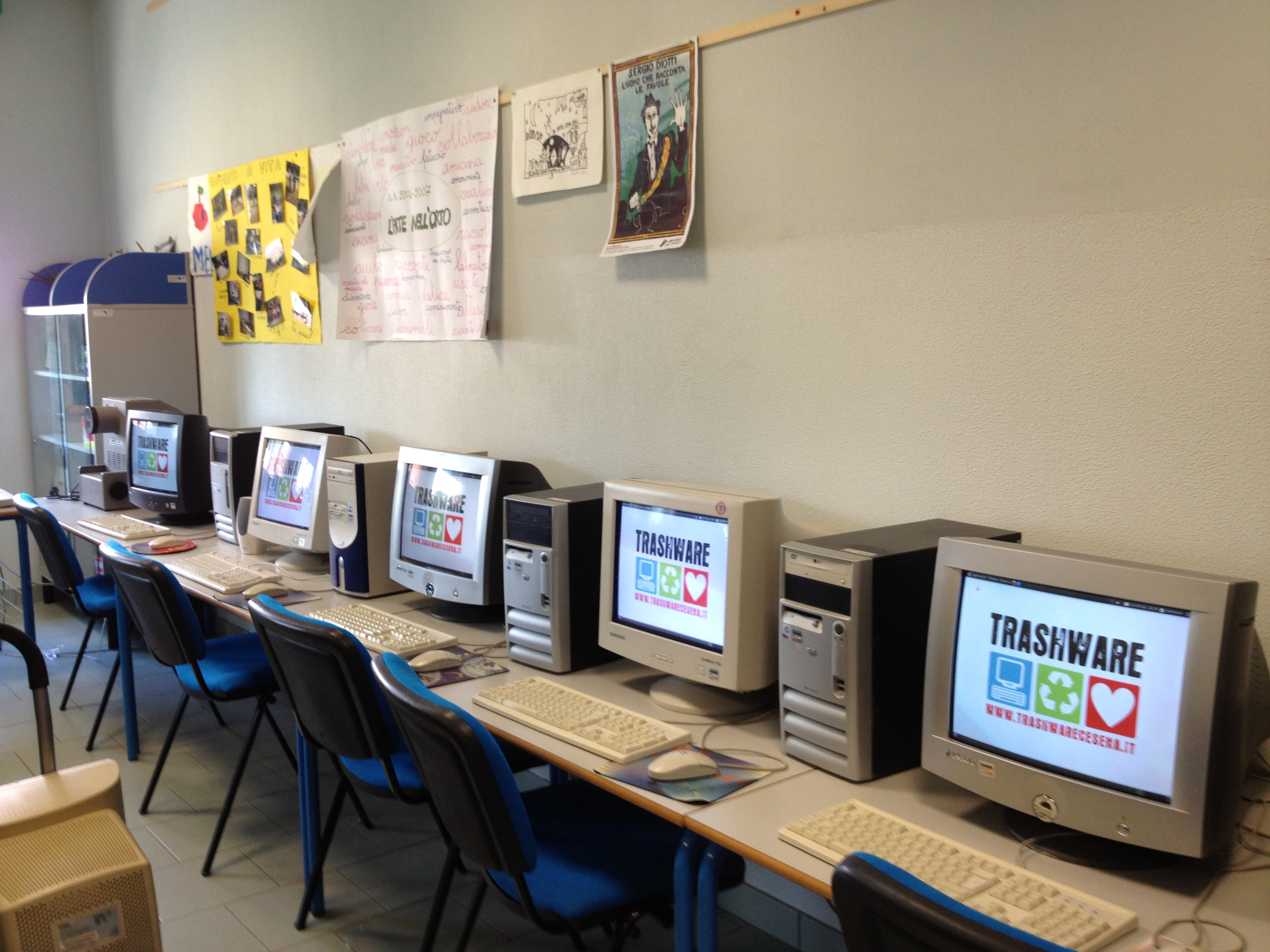
Un laboratorio di computer recuperati effettuando trashware.

Trashware è una parola composta derivata dalla contrazione dei termini inglesi trash (spazzatura) e hardware. Trashware indica l'attività del sostituire componenti guaste nei dispositivi elettronici oppure l'attività di rendere di nuovo operativi dei computer in stato di obsolescenza, con il principale scopo di incentivare l'ecosostenibilità in modo tale da allungare la vita dei dispositivi producendo così meno rifiuti. Per rendere operativo un computer obsoleto, ad esempio si può usare software libero, partendo dalla scelta di un sistema operativo GNU/Linux più idoneo ai requisiti hardware.

## Sistemi software distribuiti
Col passare del tempo capita che i computer datati, ma ancora funzionanti, non siano più utilizzabili in una postazione di lavoro come workstation. A prescindere dal software utilizzato, questi computer possono essere convertiti come semplici componenti di una rete di calcolatori la quale andrà ad eseguire un sistema software distribuito. Per esempio nel caso del Linux Terminal Server Project un calcolatore datato viene riconvertito come thin client, un dispositivo che esegue un singolo servizio all'interno di una rete più grande.

## Divulgazione informatica e beneficenza
Non è raro che si effettui trashware per consegnare o donare materiale funzionante ad enti o persone bisognose, o con iniziative legate alla riduzione del cosiddetto divario digitale.
Il trashware si differenzia dal retrocomputing in quanto quest'ultimo è finalizzato a scopi prettamente culturali, ricreativi o per hobby.